# FK Kaïrat Almaty
Pour la section Futsal du club, voir l'AFC Kairat.
Maillots
Actualités
Le Kaïrat Almaty Fýtbol Klýby (en kazakh : Қайрат Алматы Футбол Клубы, transcription littérale en français : Qaïrat Almaty Foûtbol Kloûby), plus couramment abrégé en Kaïrat Almaty, est un club de football kazakh fondé en 1954 et basé dans la ville d'Almaty.
Club historique du football kazakh, il est la seule équipe de la république à prendre part à la première division soviétique, où il évolue pendant 24 saisons et remporte notamment la Coupe de la fédération en 1988.
Dans les années suivants la prise d'indépendance du Kazakhstan, le Kaïrat connaît de nombreux problèmes sportifs puis financiers qui rendent ses performances très inconstantes, malgré deux championnats remportés en 1992 et 2004 ainsi que des succès fréquents en coupe nationale. Racheté en 2012 par la société énergétique KazRosGaz, le club devient par la suite un candidat régulier au titre de champion en concurrence avec le FK Astana et finit par remporter son troisième championnat à l'issue de la saison 2020 et un quatrième en 2024. Il connaît de plus un nouveau cycle de domination dans la coupe du Kazakhstan, qu'il remporte cinq fois entre 2014 et 2021.

## Histoire

### Période soviétique (1954-1991)
Le club est fondé en 1954 sur la base du Dinamo Almaty. Il prend alors l'appellation Lokomotiv et fait dans la foulée ses débuts dans la deuxième division soviétique, où il termine quatrième de la zone 1. Brièvement renommé Ourojaï pour la saison 1955, il prend de manière durable le nom Kaïrat à partir de 1956. Continuant par la suite d'évoluer au deuxième échelon où il connaît des classements moyens, la décision par le comité sportive soviétique d'étendre la première division à 22 équipes pour la saison 1960, avec l'objectif de la diversifier en ajoutant des participants venant de républiques soviétiques moins représentées, permet au club d'être promu dans l'élite à cette occasion malgré une sixième place dans la zone 6 en 1959,.
Pour ses premières saisons dans l'élite, le Kaïrat se fait principalement remarqué pour son style de jeu défensif, qui lui vaut d'être surnommé le « Kaïrat de béton » dans la presse sportive de l'époque tandis qu'une forte rivalité se développe avec le club ouzbek du Pakhtakor Tachkent,. Malgré cela, la solidité relative en défense s'accompagne de difficultés en attaque, ne permettant au club de faire mieux que des placements en bas de classement jusqu'à sa relégation en 1964. Il atteint malgré tout en 1963 les demi-finales de la coupe nationale, où il est finalement éliminé par le Chakhtior Donetsk. Retrouvant l'élite dès 1965, le club connaît par la suite quatre saisons moyennes avant de redescendre en 1969.
De retour au premier échelon dès 1971 après avoir terminé deuxième de l'échelon inférieur, le Kaïrat réalise dans la foulée sa meilleure performance de l'ère soviétique en terminant huitième du championnat avant de remporter la Coupe européenne des chemins de fer la même année contre le Rapid Bucarest,. De nouveau relégué en 1974, le Kaïrat remporte en 1976 le championnat de deuxième division pour faire son retour dans l'élite où il effectue son passage le plus long, se maintenant cette fois pendant six saisons consécutives avant de finalement terminer dernier en 1982 et de retomber au deuxième échelon.
Une fois de plus, ce passage dans l'échelon inférieur est très bref, le club finissant champion dès sa première saison pour revenir en première division où, sous la direction de Leonid Ostrouchko (ru), il passe plusieurs années dans le milieu de classement, réalisant notamment son meilleur classement dans le championnat soviétique en 1986, saison qui le voit terminer septième à seulement trois points d'une qualification en Coupe UEFA. Malgré cette dernière performance, le club retombe rapidement dans le bas de classement et est relégué de manière définitive en fin d'année 1988, bien que remportant au même moment la Coupe de la fédération face au Neftchi Bakou. Passant ensuite ses dernières années soviétiques au deuxième échelon, le Kaïrat se classe troisième en 1989 avant de tomber dans le bas de classement entre 1990 et 1991.

### Période kazakhe (depuis 1992)
Dans le contexte de la dissolution de l'Union soviétique et l'organisation des championnats des nouvelles républiques indépendantes de l'ancien union, le Kaïrat est intégré en 1992 au sein de la nouvelle première division kazakhe. Dirigé alors par Bakhtiyar Baiseitov (en), le club effectue cette année-là le doublé en remportant le championnat ainsi que la première édition de la coupe du Kazakhstan. Cette première performance reste cependant sans suite et le club s'effondre au classement dès l'année suivante en terminant onzième. Malgré le départ de Baiseitov, remplacé par son adjoint Kurban Berdyev, les performances de l'équipe restent très médiocres avec une onzième puis une neuvième place entre 1994 et 1995 tandis que Berdyev quitte ses fonctions à la fin de cette dernière année.
L'arrivée de Vakhid Masudov (en) à la tête du club s'accompagne d'une amélioration relative des résultats, avec notamment une victoire en coupe nationale suivi d'une troisième place en championnat lors de l'année 1997. Cependant, à l'aube de la saison 1998, le Kaïrat connaît des difficultés financières en raison de la crise financière qui touche alors le pays, un contexte qui amène le ministère de la Défense kazakh à devenir le sponsor principal du club. Ce passage sous contrôle de l'armée est mal accepté par une partie du personnel, qui décide de se séparer pour aller fonder une nouvelle équipe, le Kaïrat-SOPFK, financé par l'homme d'affaires Boulat Abilov et qui doit repartir de la deuxième division tandis que les restes du Kaïrat sont incorporés au sein du nouveau CSKA-Kaïrat,. Tandis que le CSKA se place septième en 1998, le SOPFK parvient quant à lui monter dans l'élite en fin d'année, donnant lieu à la participation des deux Kaïrats au sein de la première division lors des saisons 1999 et 2000. Durant cette période, le SOPFK s'impose nettement comme la meilleure équipe sur le plan sportif en terminant troisième en 1999 avant de remporter la coupe nationale dès l'année suivante tandis que le CSKA stagne dans le bas de classement. Cet épisode s'achève finalement au mois de mars 2001 avec la réunification des deux Kaïrats sous la bannière du SOPFK.
Dans les années suivant sa réunification, le club remporte deux nouvelles coupes du Kazakhstan en 2001 puis en 2003 avant de gagner son deuxième titre de champion sous la houlette d'Alekseï Petrouchine en 2004. En fin d'année 2006, le retrait de la société des chemins de fer kazakh, principal sponsor du club, entraîne celui-ci dans une grave crise financière qui amène au départ d'une grande partie des joueurs tandis que le Kaïrat doit jouer la saison 2007 avec une équipe jeune et inexpérimentée qui termine treizième. Malgré une reprise par un groupe d'investisseurs en juillet 2007, les déboires financiers du club se poursuivent tout au long de l'année 2008 et, après s'être volontairement retiré de la première division à l'issue de la saison, le Kaïrat se déclare officiellement en faillite en début d'année 2009. Il prend par la suite part à la deuxième division où il termine premier, ce qui lui permet de faire son retour dans l'élite dès 2010.
Toujours en difficultés sur le plan financier, les performances du club restent médiocres entre 2010 et 2012 tandis que l'équipe stagne dans le bas de classement. Le Kaïrat est finalement racheté durant l'année 2012 par la société énergétique KazRosGaz, qui devient actionnaire majoritaire en rachetant 70% des parts du club et investit notamment dès 2013 dans un nouveau centre de formation tandis que Vladimír Weiss est nommé au poste d'entraîneur. Par la suite, les résultats sportifs s'améliorent de manière drastique et le Kaïrat atteint le podium pour la première fois depuis 2005 à la fin de la saison 2013 avant de remporter l'année suivante sa première coupe du Kazakhstan depuis 2003.
Le club s'impose par la suite comme un candidat régulier au titre de champion, faisant concurrence avec le FK Astana mais échouant à l'emporter en finissant vice-champion cinq fois de suite entre 2015 et 2019. Il doit finalement attendre l'exercice 2020 pour remporter son troisième sacre après seize années d'attente. Le Kaïrat connaît également une nouvelle domination marquée dans la coupe nationale, dont il remporte quatre éditions sur cinq entre 2014 et 2018. Prenant ainsi part de manière régulière à la Ligue Europa, l'équipe en atteint notamment le stade des barrages de qualification en 2015, où elle est finalement éliminée par l'équipe française des Girondins de Bordeaux. Lors de la saison 2021-2022, il accède à sa première phase de groupes dans le cadre de la nouvelle Ligue Europa Conférence. Tiré dans le groupe H en compagnie du FC Bâle, du Qarabağ FK et de l'Omonia Nicosie, le parcours du Kaïrat s'arrête cependant ici, le club terminant dernier de la poule avec seulement deux points obtenus lors de deux matchs nuls 0-0 face à l'Omonia.

### Historique du logo

Années 1960-1970
Années 1970-1980
jusqu'en 2018
depuis 2019

## Bilan sportif

### Palmarès
| Période kazakhe | Période soviétique |
| --- | --- |
| - Championnat du Kazakhstan (4) : - Champion : 1992, 2004, 2020 et 2024. - Vice-champion : 2015, 2016, 2017, 2018 et 2019. - Coupe du Kazakhstan (10) : - Vainqueur : 1992, 1997, 2000, 2001, 2003, 2014, 2015, 2017, 2018 et 2021. - Finaliste : 2004, 2005 et 2016. - Supercoupe du Kazakhstan (2) : - Vainqueur : 2016 et 2017. - Finaliste : 2015, 2018, 2019 et 2022. | - Coupe de la fédération d'URSS (1) : - Vainqueur : 1988. - Coupe européenne des chemins de fer (1) : - Vainqueur : 1969-71. - Championnat d'URSS D2 (2) : - Champion : 1976 et 1983. |

### Classements en championnat
La frise ci-dessous résume les classements successifs du club en championnat d'Union soviétique.
La frise ci-dessous résume les classements successifs du club en championnat du Kazakhstan.

### Bilan par saison
Légende
- Vainqueur de la compétition
- Vice-champion ou finaliste de la compétition
- Troisième de la compétition
- Promotion en division supérieure
- Relégation en division inférieure

#### Période soviétique
| Saison | Championnat | Championnat | Championnat | Championnat | Championnat | Championnat | Championnat | Championnat | Championnat | Championnat | Coupe d'URSS          |
| Saison | Division    | Pos         | Pts         | J           | V           | N           | D           | BP          | BC          | Diff        | Coupe d'URSS          |
| ------ | ----------- | ----------- | ----------- | ----------- | ----------- | ----------- | ----------- | ----------- | ----------- | ----------- | --------------------- |
| 1954   | 2e Zone 1   | 4e          | 29          | 22          | 11          | 7           | 4           | 25          | 13          | +12         | 32es de finale        |
| 1955   | 2e Zone 2   | 10e         | 26          | 30          | 7           | 12          | 11          | 24          | 32          | -8          | 64es de finale Q      |
| 1956   | 2e Zone 2   | 15e         | 28          | 34          | 9           | 10          | 15          | 41          | 52          | -11         | —                     |
| 1957   | 2e Zone 3   | 7e          | 37          | 30          | 16          | 5           | 9           | 49          | 37          | +12         | Seizièmes de finale   |
| 1958   | 2e Zone 5   | 2e          | 45          | 30          | 20          | 5           | 5           | 62          | 20          | +42         | Huitièmes de finale Q |
| 1959   | 2e Zone 6   | 6e          | 30          | 26          | 11          | 8           | 7           | 46          | 37          | +19         | —                     |
| 1960   | 1re         | 18e         | 22          | 30          | 9           | 4           | 17          | 25          | 44          | -19         | Finale Q              |
| 1961   | 1re         | 17e         | 28          | 32          | 10          | 8           | 14          | 31          | 48          | -17         | 32es de finale        |
| 1962   | 1re         | 20e         | 17          | 18          | 5           | 7           | 6           | 14          | 14          | 0           | Seizièmes de finale   |
| 1963   | 1re         | 14e         | 32          | 38          | 10          | 12          | 16          | 28          | 47          | -19         | Demi-finales          |
| 1964   | 1re         | 15e         | 26          | 32          | 8           | 10          | 14          | 23          | 27          | -4          | Huitièmes de finale   |
| 1965   | 2e          | 2e          | 38          | 30          | 13          | 12          | 5           | 37          | 17          | +20         | Quarts de finale      |
| 1966   | 1re         | 12e         | 35          | 36          | 12          | 11          | 13          | 30          | 39          | -9          | Quarts de finale      |
| 1967   | 1re         | 14e         | 31          | 36          | 10          | 11          | 15          | 27          | 47          | -20         | Huitièmes de finale   |
| 1968   | 1re         | 15e         | 32          | 38          | 12          | 8           | 18          | 33          | 42          | -9          | Quarts de finale      |
| 1969   | 1re         | 17e         | 34          | 34          | 12          | 10          | 12          | 29          | 31          | -2          | Seizièmes de finale   |
| 1970   | 2e          | 2e          | 61          | 42          | 25          | 11          | 6           | 71          | 29          | +42         | Seizièmes de finale   |
| 1971   | 1re         | 8e          | 28          | 30          | 9           | 10          | 11          | 36          | 40          | -4          | Quarts de finale      |
| 1972   | 1re         | 13e         | 26          | 30          | 6           | 14          | 10          | 23          | 27          | -4          | Huitièmes de finale   |
| 1973   | 1re         | 9e          | 26          | 30          | 8           | 11          | 11          | 25          | 37          | -12         | Huitièmes de finale   |
| 1974   | 1re         | 15e         | 26          | 30          | 8           | 10          | 12          | 37          | 47          | -10         | Huitièmes de finale   |
| 1975   | 2e          | 4e          | 47          | 38          | 20          | 7           | 11          | 58          | 34          | +24         | Quarts de finale      |
| 1976   | 2e          | 1er         | 56          | 38          | 24          | 8           | 6           | 55          | 23          | +32         | Seizièmes de finale   |
| 1977   | 1re         | 8e          | 29          | 30          | 6           | 17          | 7           | 26          | 31          | -5          | Huitièmes de finale   |
| 1978   | 1re         | 12e         | 25          | 30          | 9           | 7           | 14          | 29          | 41          | -12         | Huitièmes de finale   |
| 1979   | 1re         | 13e         | 24          | 34          | 8           | 9           | 17          | 29          | 44          | -15         | Phase de groupes      |
| 1980   | 1re         | 12e         | 30          | 34          | 10          | 11          | 13          | 33          | 44          | -11         | Huitièmes de finale   |
| 1981   | 1re         | 12e         | 30          | 34          | 10          | 12          | 12          | 42          | 46          | -4          | Huitièmes de finale   |
| 1982   | 1re         | 18e         | 24          | 34          | 7           | 10          | 17          | 34          | 56          | -22         | Phase de groupes      |
| 1983   | 2e          | 1er         | 60          | 42          | 25          | 10          | 7           | 78          | 36          | +42         | Seizièmes de finale   |
| 1984   | 1re         | 8e          | 34          | 34          | 13          | 8           | 13          | 44          | 42          | +2          | 32es de finale        |
| 1985   | 1re         | 9e          | 32          | 34          | 11          | 13          | 10          | 43          | 46          | -3          | Quarts de finale      |
| 1986   | 1re         | 7e          | 30          | 30          | 11          | 8           | 11          | 33          | 39          | -6          | Seizièmes de finale   |
| 1987   | 1re         | 12e         | 26          | 30          | 10          | 6           | 14          | 27          | 38          | -11         | Seizièmes de finale   |
| 1988   | 1re         | 16e         | 16          | 30          | 6           | 4           | 20          | 25          | 53          | -28         | Seizièmes de finale   |
| 1989   | 2e          | 3e          | 50          | 42          | 23          | 9           | 10          | 75          | 39          | +36         | Huitièmes de finale   |
| 1990   | 2e          | 17e         | 30          | 38          | 10          | 10          | 18          | 35          | 50          | -15         | Seizièmes de finale   |
| 1991   | 2e          | 14e         | 40          | 42          | 17          | 6           | 19          | 58          | 52          | +6          | 64es de finale        |
| 1991   | 2e          | 14e         | 40          | 42          | 17          | 6           | 19          | 58          | 52          | +6          | 64es de finale        |

#### Période kazakhe
| Saison | Championnat | Championnat | Championnat | Championnat | Championnat | Championnat | Championnat | Championnat | Championnat | Championnat | Coupe du Kazakhstan |
| Saison | Division    | Pos         | Pts         | J           | V           | N           | D           | BP          | BC          | Diff        | Coupe du Kazakhstan |
| ------ | ----------- | ----------- | ----------- | ----------- | ----------- | ----------- | ----------- | ----------- | ----------- | ----------- | ------------------- |
| 1992   | 1re         | 1er         | 53          | 26          | 16          | 5           | 5           | 48          | 22          | +26         | Vainqueur           |
| 1993   | 1re         | 11e         | 18          | 22          | 5           | 3           | 14          | 23          | 41          | -18         | Huitièmes de finale |
| 1994   | 1re         | 11e         | 36          | 30          | 10          | 6           | 14          | 36          | 42          | -6          | Seizièmes de finale |
| 1995   | 1re         | 9e          | 41          | 30          | 13          | 2           | 15          | 37          | 35          | +2          | Huitièmes de finale |
| 1996   | 1re         | 6e          | 62          | 34          | 19          | 5           | 10          | 61          | 30          | +31         | —                   |
| 1997   | 1re         | 3e          | 53          | 26          | 16          | 5           | 5           | 52          | 14          | +38         | Vainqueur           |
| 1998   | 2e          | 2e          | 6           | 3           | 2           | 0           | 1           | 11          | 5           | +6          | —                   |
| 1999   | 1re         | 3e          | 64          | 30          | 21          | 1           | 8           | 62          | 19          | +43         | —                   |
| 2000   | 1re         | 4e          | 60          | 28          | 18          | 6           | 4           | 48          | 17          | +31         | Vainqueur           |
| 2001   | 1re         | 5e          | 52          | 32          | 15          | 7           | 10          | 42          | 33          | +9          | Quarts de finale    |
| 2001   | 1re         | 5e          | 52          | 32          | 15          | 7           | 10          | 42          | 33          | +9          | Vainqueur           |
| 2002   | 1re         | 7e          | 46          | 32          | 13          | 7           | 12          | 41          | 36          | +5          | Demi-finales        |
| 2003   | 1re         | 7e          | 49          | 32          | 14          | 7           | 11          | 51          | 42          | +9          | Vainqueur           |
| 2004   | 1re         | 1er         | 83          | 36          | 25          | 8           | 3           | 70          | 21          | +49         | Finale              |
| 2005   | 1re         | 3e          | 62          | 30          | 18          | 8           | 4           | 56          | 22          | +34         | Finale              |
| 2006   | 1re         | 7e          | 46          | 30          | 12          | 10          | 8           | 39          | 30          | +9          | Huitièmes de finale |
| 2007   | 1re         | 13e         | 30          | 30          | 9           | 3           | 18          | 23          | 43          | -20         | Quarts de finale    |
| 2008   | 1re         | 10e         | 34          | 30          | 9           | 10          | 11          | 25          | 28          | -3          | Quarts de finale    |
| 2009   | 2e          | 1er         | 42          | 26          | 19          | 4           | 3           | 63          | 21          | +42         | Seizièmes de finale |
| 2010   | 1re         | 10e         | 29          | 32          | 6           | 11          | 15          | 17          | 38          | -21         | Huitièmes de finale |
| 2011   | 1re         | 11e         | 22          | 32          | 8           | 8           | 16          | 30          | 49          | -19         | Quarts de finale    |
| 2012   | 1re         | 10e         | 29          | 26          | 7           | 8           | 11          | 23          | 34          | -11         | Huitièmes de finale |
| 2013   | 1re         | 3e          | 33          | 32          | 12          | 12          | 8           | 56          | 28          | +28         | Huitièmes de finale |
| 2014   | 1re         | 3e          | 38          | 32          | 18          | 5           | 9           | 58          | 31          | +27         | Vainqueur           |
| 2015   | 1re         | 2e          | 45          | 32          | 20          | 7           | 5           | 60          | 19          | +41         | Vainqueur           |
| 2016   | 1re         | 2e          | 71          | 32          | 22          | 5           | 5           | 75          | 30          | +45         | Finale              |
| 2017   | 1re         | 2e          | 78          | 33          | 23          | 9           | 1           | 75          | 28          | +47         | Vainqueur           |
| 2018   | 1re         | 2e          | 62          | 33          | 19          | 5           | 9           | 60          | 33          | +27         | Vainqueur           |
| 2019   | 1re         | 2e          | 68          | 33          | 22          | 2           | 9           | 65          | 32          | +33         | Quarts de finale    |
| 2020   | 1re         | 1er         | 45          | 20          | 14          | 3           | 3           | 48          | 19          | +29         | —                   |
| 2021   | 1re         | 3e          | 51          | 26          | 14          | 9           | 3           | 52          | 21          | +31         | Vainqueur           |
| 2022   | 1re         | 4e          | 42          | 26          | 12          | 6           | 8           | 34          | 36          | -2          | Quarts de finale    |
| 2023   | 1re         | 4e          | 44          | 26          | 12          | 8           | 6           | 44          | 32          | +12         | Quarts de finale    |
| 2024   | 1re         | 1er         | 47          | 24          | 14          | 5           | 5           | 39          | 21          | +18         | Quarts de finale    |

1. ↑  Le Kaïrat est divisé en deux entités à l'issue de la saison 1997 : le CSKA-Kaïrat, contrôlé par le ministère de la défense kazakh et qui récupère la licence du Kaïrat, et le Kaïrat-SOPFK qui doit quant à lui repartir de la deuxième division.

### Bilan continental
Légende
- Victoire ou qualification pour le tour suivant
- Match nul
- Défaite ou élimination de la compétition

Note : dans les résultats ci-dessous, le score du club est toujours donné en premier.
| Saison    | Compétition             | Tour                | Club                     | Domicile | Extérieur | Total             |
| Asie      | Asie                    | Asie                | Asie                     | Asie     | Asie      | Asie              |
| --------- | ----------------------- | ------------------- | ------------------------ | -------- | --------- | ----------------- |
| 1997-1998 | Coupe des coupes        | Premier tour        | Vakhsh Qurghonteppa      | 3 - 0    | 1 - 2     | 4 - 2             |
| 1997-1998 | Coupe des coupes        | Huitièmes de finale | Köpetdag Achgabat        | 3 - 1    | 0 - 2     | 3 - 3E            |
| 2000-2001 | Coupe des coupes        | Premier tour        | Regar-TadAZ Tursunzoda   | 2 - 0    | 1 - 1     | 3 - 1             |
| 2000-2001 | Coupe des coupes        | Huitièmes de finale | Nebitçi Balkanabat       | 3 - 1    | 0 - 1     | 3 - 2             |
| 2000-2001 | Coupe des coupes        | Quarts de finale    | Esteghlal Téhéran        | 0 - 0    | 0 - 3     | 0 - 3             |
| Europe    |                         |                     |                          |          |           |                   |
| 2002-2003 | Coupe UEFA              | Tour préliminaire   | Étoile rouge de Belgrade | 0 - 2    | 0 - 3     | 0 - 5             |
| 2005-2006 | Ligue des champions     | Premier tour Q      | Artmedia Bratislava      | 2 - 0    | 1 - 4 ap  | 3 - 4             |
| 2006-2007 | Coupe UEFA              | Premier tour Q      | Fehérvár FC              | 0 - 2    | 0 - 3     | 0 - 5             |
| 2014-2015 | Ligue Europa            | Premier tour Q      | FK Kukës                 | 1 - 0    | 0 - 0     | 1 - 0             |
| 2014-2015 | Ligue Europa            | Deuxième tour Q     | Esbjerg fB               | 1 - 1    | 0 - 1     | 1 - 2             |
| 2015-2016 | Ligue Europa            | Premier tour Q      | Étoile rouge de Belgrade | 2 - 1    | 2 - 0     | 4 - 1             |
| 2015-2016 | Ligue Europa            | Deuxième tour Q     | Alashkert FC             | 3 - 0    | 1 - 2     | 4 - 2             |
| 2015-2016 | Ligue Europa            | Troisième tour Q    | Aberdeen FC              | 2 - 1    | 1 - 1     | 3 - 2             |
| 2015-2016 | Ligue Europa            | Barrages Q          | Girondins de Bordeaux    | 2 - 1    | 0 - 1     | 2 - 2E            |
| 2016-2017 | Ligue Europa            | Premier tour Q      | Teuta Durrës             | 5 - 0    | 1 - 0     | 6 - 0             |
| 2016-2017 | Ligue Europa            | Deuxième tour Q     | Maccabi Tel-Aviv         | 1 - 1    | 1 - 2     | 2 - 3             |
| 2017-2018 | Ligue Europa            | Premier tour Q      | Atlantas Klaipėda        | 6 - 0    | 2 - 1     | 8 - 1             |
| 2017-2018 | Ligue Europa            | Deuxième tour Q     | Skënderbeu Korçë         | 1 - 1    | 0 - 2     | 1 - 3             |
| 2018-2019 | Ligue Europa            | Premier tour Q      | UE Engordany             | 7 - 1    | 3 - 0     | 10 - 1            |
| 2018-2019 | Ligue Europa            | Deuxième tour Q     | AZ Alkmaar               | 2 - 0    | 1 - 2     | 3 - 2             |
| 2018-2019 | Ligue Europa            | Troisième tour Q    | Sigma Olomouc            | 1 - 2    | 0 - 2     | 1 - 4             |
| 2019-2020 | Ligue Europa            | Premier tour Q      | Široki Brijeg            | 2 - 1    | 2 - 1     | 4 - 2             |
| 2019-2020 | Ligue Europa            | Deuxième tour Q     | Hapoël Beer-Sheva        | 1 - 1    | 0 - 2     | 1 - 3             |
| 2020-2021 | Ligue Europa            | Premier tour Q      | FC Noah                  | 4 - 1    | N/A       | 4 - 1             |
| 2020-2021 | Ligue Europa            | Deuxième tour Q     | Maccabi Haïfa            | N/A      | 1 - 2     | 1 - 2             |
| 2021-2022 | Ligue des champions     | Premier tour Q      | Maccabi Haïfa            | 2 - 0    | 1 - 1     | 3 - 1             |
| 2021-2022 | Ligue des champions     | Deuxième tour Q     | Étoile rouge de Belgrade | 2 - 1    | 0 - 5     | 2 - 6             |
| 2021-2022 | Ligue Europa            | Troisième tour Q    | Alashkert FC             | 0 - 0    | 2 - 3 ap  | 2 - 3             |
| 2021-2022 | Ligue Europa Conférence | Barrages Q          | CS Fola Esch             | 3 - 1    | 4 - 1     | 7 - 2             |
| 2021-2022 | Ligue Europa Conférence | Groupe H            | FC Bâle                  | 2 - 3    | 2 - 4     | Quatrième         |
| 2021-2022 | Ligue Europa Conférence | Groupe H            | Qarabağ FK               | 1 - 2    | 1 - 2     | Quatrième         |
| 2021-2022 | Ligue Europa Conférence | Groupe H            | Omónia Nicosie           | 0 - 0    | 0 - 0     | Quatrième         |
| 2022-2023 | Ligue Europa Conférence | Deuxième tour Q     | Kisvárda FC              | 0 - 1    | 0 - 1     | 0 - 2             |
| 2025-2026 | Ligue des champions     | Premier tour Q      | Olimpija Ljubljana       | 2 - 0    | 1 - 1     | 3 - 1             |
| 2025-2026 | Ligue des champions     | Deuxième tour Q     | KuPS                     | 3 - 0    | 0 - 2     | 3 - 2             |
| 2025-2026 | Ligue des champions     | Troisième tour Q    | Slovan Bratislava        | 1 - 0    | 0 - 1 ap  | 1 - 1 (4 - 3 tab) |
| 2025-2026 | Ligue des champions     | Barrages Q          | Celtic FC                | -        | -         | -                 |

## Personnalités du club

### Présidents du club
- Kaïrat Boranbayev

### Entraîneurs du club
La liste suivante présente les différents entraîneurs du club depuis sa fondation.
- Arkadi Khokhman (1954-1955)
- Piotr Zenkine (ru) (1956-1959)
- Nikolaï Glebov (ru) (1960-1963)
- Aleksandr Keller (ru) (1964-1965)
- Vladimir Kotliarov (ru) (1966)
- Alekseï Grinine (en) (1967)
- Aleksandr Keller (ru) (1968)
- Andreï Chen Il Song (ru) (1969)
- Aleksandr Sevidov (1970)
- Viktor Korolkov (ru) (janvier 1971-août 1972)
- Sergueï Chapochnikov (en) (août 1972-décembre 1972)
- Artiom Falian (en) (février 1973-janvier 1975)
- Vsevolod Bobrov (1975)
- Stanislav Kaminski (ru) (1976-1978)
- Igor Voltchok (1979-1981)
- Iosif Betsa (1982)
- Leonid Ostrouchko (ru) (janvier 1983-mai 1986)
- Timour Seguizbaïev (ru) (juin 1986-mai 1988)
- Leonid Ostrouchko (ru) (juin 1988-décembre 1988)
- Stanislav Kaminski (ru) (1989-1990)
- Boris Stoukalov (en) (janvier 1991-août 1991)
- Bakhtiyar Baiseitov (en) (août 1991-décembre 1993)
- Kurban Berdyev (1994-1995)
- Vakhid Masudov (en) (1996-1997)
- Vladimir Nikitenko (janvier 1998-août 2000)
- Anatoli Tchernov (septembre 2000-décembre 2000)
- Vakhid Masudov (en) (janvier 2001-juillet 2001)
- Zlatko Krmpotić (août 2001-décembre 2002)
- Vladimir Gulyamhaydarov (janvier 2003-juin 2003)
- Leonid Ostrouchko (ru) (juillet 2003-décembre 2003)
- Leonid Pakhomov (en) (décembre 2003-avril 2004)
- Alekseï Petrouchine (mai 2004-juillet 2005)
- Vladimir Gulyamhaydarov (juillet 2005-décembre 2005)
- Bakhtiyar Baiseitov (décembre 2005-juin 2006)
- Tachmurad Agamauradov (juin 2006-août 2006)
- Igor Khomoukha (septembre 2006-décembre 2006)
- Sergueï Klimov (janvier 2007-juin 2007)
- Vakhid Masudov (en) (juin 2007-décembre 2008)
- Sergueï Volguine (en) (janvier 2009-septembre 2010)
- Ievgueni Kouznetsov (ru) (septembre 2010-décembre 2010)
- Vladimir Nikitenko (janvier 2011-juin 2011)
- John Gregory (en) (juin 2011-décembre 2011)
- Dmitri Ogaï (en) (décembre 2011-juin 2012)
- José Pérez Serer (juin 2012-novembre 2012)
- Vladimír Weiss (novembre 2012–novembre 2015)
- Aleksandr Borodiouk (janvier 2016-avril 2016)
- Kakhaber Tskhadadze (avril 2016-juillet 2017)
- Carlos Alós (en) (juillet 2017-octobre 2018)
- Andreï Karpovitch (octobre 2018-novembre 2018)
- Alekseï Chpilevski (en) (novembre 2018-août 2021)
- Kurban Berdyev (août 2021-juin 2022)
- Kirill Keker (depuis juin 2022)

### Joueurs emblématiques

#### Distinctions individuelles
La liste suivante présente les joueurs ayant obtenu des distinctions individuelles notables au cours de leur passage au club.
| Nom                          | Période au club                    | Performances                                                                                        |
| ---------------------------- | ---------------------------------- | --------------------------------------------------------------------------------------------------- |
| Oleg Dolmatov                | 1967-1971                          | Liste des 33 meilleurs joueurs d'URSS en 1971.                                                      |
| Evstaphiy Pechlevanidis (en) | 1980-1989                          | Liste des 33 meilleurs joueurs d'URSS en 1984.                                                      |
| Sergueï Volguine (en)        | 1980-1981 1984-1985 1986-1989 1992 | Footballeur kazakh de l'année en 1992. Liste des 33 meilleurs joueurs d'URSS en 1985.               |
| Evgueni Iarovenko            | 1984-1988                          | Liste des 33 meilleurs joueurs d'URSS en 1987.                                                      |
| Rejepmyrat Agabaýew          | 1999-2002                          | Meilleur buteur du championnat kazakh en 1999.                                                      |
| Arsen Tlekhugov              | 2003-2006                          | Meilleur buteur du championnat kazakh en 2004.                                                      |
| Samat Smakov                 | 2004-2006 2013-2014                | Footballeur kazakh de l'année en 2004.                                                              |
| Bauyrzhan Islamkhan          | 2014-2019                          | Footballeur kazakh de l'année en 2014.                                                              |
| Gérard Gohou                 | 2014-2017                          | Footballeur kazakh de l'année en 2015. Meilleur buteur du championnat kazakh en 2015, 2016 et 2017. |
| Aderinsola Eseola (en)       | 2018-                              | Meilleur buteur du championnat kazakh en 2019.                                                      |

#### Autres joueurs notables
Les joueurs ayant disputés des rencontres internationales au cours de leur passage au club sont marqués en gras.
- Viktor Abgolts (ru) (1964, 1968-1971)
- Seïlda Baïchakov (en) (1971-1981)
- Iousoup Chadiev (ru) (1973-1975, 1977-1985)
- Anton Chokh (en) (1979-1985)
- Boris Djoumanov (ru) (1954-1967)
- Valentin Dychlenko (ru) (1965-1973)
- Anatoli Fedotov (ru) (1960, 1962-1970)
- Valeri Gladiline (en) (1979-1982)
- Anatoli Ionkine (ru) (1972-1978)
- Boris Ichtchenko (ru) (1966-1971)
- Stanislav Kaminski (ru) (1960-1969)
- Valeri Krouglykhine (ru) (1971-1978)
- Sergueï Kvotchkine (1959-1969)
- Sergueï Ledovskikh (en) (1980-1988)
- Vladimir Lisitsine (en) (1960-1963, 1966)
- Vladimir Nikitenko (ru) (1978-1987)
- Kouranbek Ordabaïev (ru) (1972-1982)
- Leonid Ostrouchko (ru) (1954-1967)
- Aleksandr Oubykine (ru) (1984-1986, 1990-1993)
- Sergueï Rojkov (en) (1966-1967, 1970-1973, 1975)
- Fanas Salimov (ru) (1982-1991)
- Timour Seguibaïev (ru) (1958-1970)
- Sergueï Stoukachov (en) (1977-1984)
- Vadim Stepanov (ru) (1960-1967)
- Vaït Talgaïev (en) (1976-1979, 1981-1982)
- Vladimir Tchebotariov (ru) (1969-1977)
- Sergueï Timofeev (1985-1990)
- Rinat Abdulin (1999-2001, 2004-2008)
- Askar Abildaev (en)
- Kaïrat Aïmanov (ru) (1984-1986, 1990-1993)
- Ali Aliev (en) (1998-2006)
- Vitali Artiomov (ru) (2004-2007)
- Ulyqbek Asanbayev (en) (2003-2006)
- Alibek Buleshev (en) (2000-2008)
- Mark Gorman (en) (2012-2015)
- Serik Jeïlitbaïev (ru) (1992-1993, 1995-1997, 1999-2000, 2008)
- Askhat Kadyrkulov (en) (1994-2000, 2003-2004, 2006)
- Sergueï Klimov (ru) (1979-1980, 1986, 1989-1992, 1996-2000)
- Askar Kojabergenov (ru) (1990-1992, 1995-1997)
- Yermek Kuantayev (en) (2014-2018)
- Islambek Kuat (2014-2019)
- Almas Kulchinbaïev (ru) (1994-2001)
- Aidar Kumisbekov (en) (1997-2002)
- Vakhid Masudov (en) (1980-1989, 1991-1992, 1996-1997)
- Iouri Naïdovski (ru) (1983-1989, 1991-1993, 1996)
- Sergueï Pasko (ru) (1983-1985, 1987-1989, 1991-1992)
- Vladimir Plotnikov (en) (2015-2019)
- Arsen Tlekhugov (2003-2006)
- Kairat Utabayev (en) (2003-2006, 2010)
- Isael (2014-2018)
- Momodou Ceesay (2013-2015)
- Jafar Irismetov (2004-2005)
- Victor Karpenko (2005-2006)
- Andreï Archavine (2016-2018)
- Žarko Marković (en) (2014-2017)
- Kurban Berdyev (1977, 1981-1985, 1993)
- Yuriý Bordolimow (ru) (1999-2000)
- Victor Karpenko (2005-2006)
- Ýewgeniý Naboýçenko (1999-2006)
- Anatoliy Tymoshchuk (2015-2016)

### Effectif actuel
Effectif à jour au 16 avril 2020.
| N° | Nat.                  | Poste | Nom du joueur        |
| -- | --------------------- | ----- | -------------------- |
| 1  | Drapeau du Kazakhstan | G     | Stas Pokatilov       |
| 2  | Drapeau du Kazakhstan | D     | Sergey Keiler        |
| 4  | Drapeau du Kazakhstan | D     | Nuraly Alip          |
| 5  | Drapeau du Kazakhstan | D     | Gafurzhan Suyumbayev |
| 7  | Drapeau du Kazakhstan | A     | Abat Aimbetov        |
| 8  | Drapeau du Kazakhstan | M     | Aybol Abiken         |
| 10 | Drapeau du Kazakhstan | A     | Erkebulan Seydakhmet |
| 11 | Drapeau de l'Ukraine  | A     | Aderinsola Eseola    |
| 13 | Drapeau de l'Arménie  | M     | Kamo Hovhannisyan    |
| 14 | Drapeau du Kazakhstan | M     | Adam Adakhadzhiev    |
| 15 | Drapeau du Kazakhstan | D     | Nurlan Dairov        |
| 17 | Drapeau du Kazakhstan | A     | Sultanbek Astanov    |
| 18 | Drapeau de la Pologne | A     | Konrad Wrzesiński    |

| No. | Nat.                    | Position | Nom du joueur         |
| --- | ----------------------- | -------- | --------------------- |
| 19  | Drapeau du Kazakhstan   | A        | Artur Shushenachev    |
| 20  | Drapeau de la Serbie    | D        | Rade Dugalić          |
| 21  | Drapeau du Kazakhstan   | A        | Erkebulan Tungyshbaev |
| 22  | Drapeau du Monténégro   | M        | Nebojša Kosović       |
| 23  | Drapeau du Kazakhstan   | A        | Vyacheslav Shvyrev    |
| 24  | Drapeau de la Croatie   | D        | Dino Mikanović        |
| 25  | Drapeau de la Russie    | A        | Kirill Kolesnitchenko |
| 27  | Drapeau du Kirghizistan | M        | Gulzhigit Alykulov    |
| 28  | Drapeau du Kazakhstan   | M        | Alibi Tuzakbaev       |
| 29  | Drapeau du Kazakhstan   | M        | Daniyar Usenov        |
| 30  | Drapeau du Kazakhstan   | G        | Danil Ustimenko       |
| 31  | Drapeau du Kazakhstan   | G        | Dinmukhammed Zhomart  |